# 페페론치노

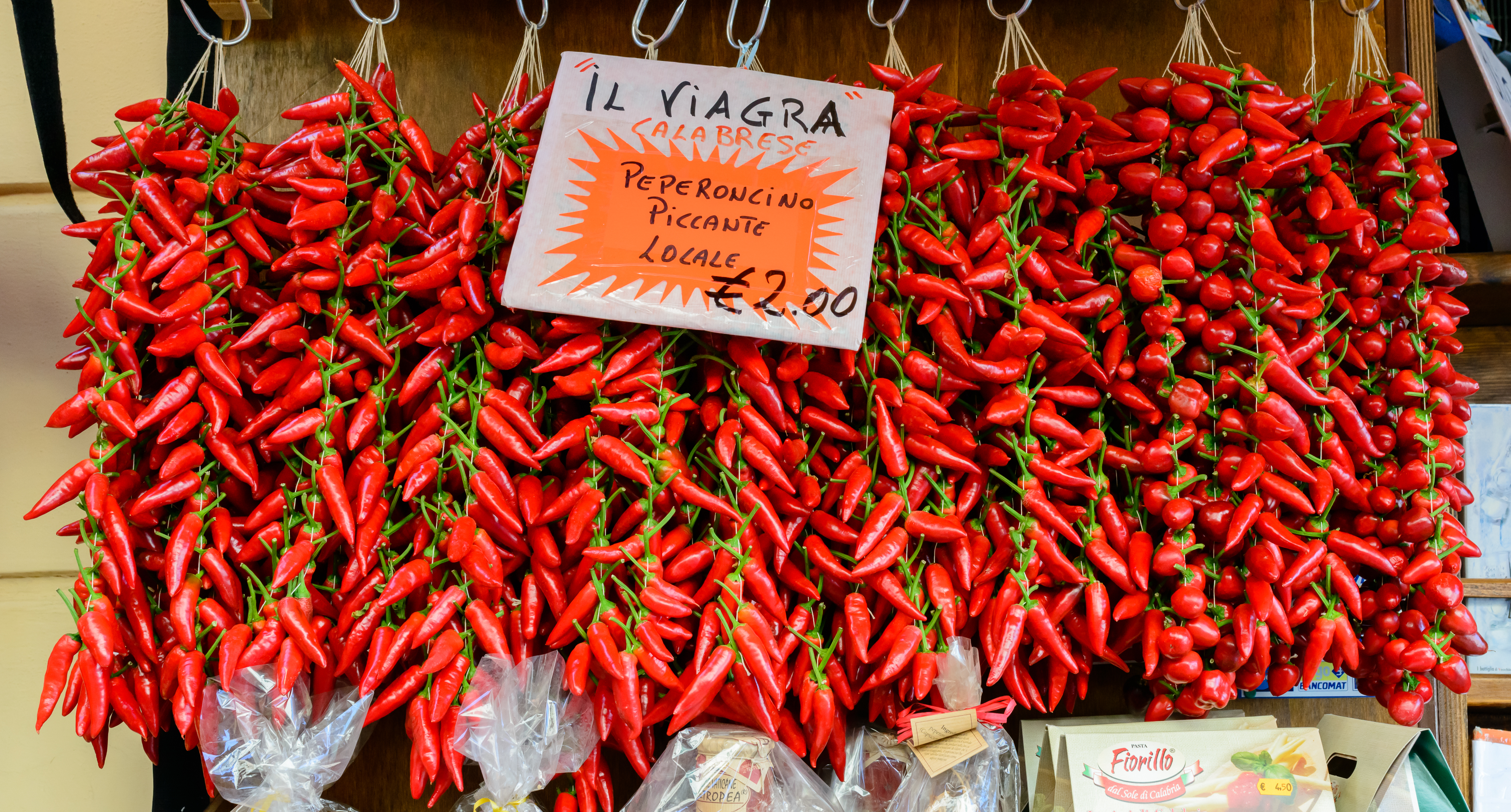
페페론치니

페페론치노(이탈리아어: peperoncino, 복수:  peperoncini 페페론치니[*])는 이탈리아 요리에 사용되는 매운 고추 일반을 일컫는 이탈리아어이다. 맵지 않은 단고추는 "페페로네(이탈리아어: peperone, 복수:  peperoni 페페로니[*])라 불린다.
페페론치니는 대개 관목처럼 77cm 정도까지 자라며 커가면서 빨간색으로 변해 초록색이던 열매의 색이 변한다. 대개 5~8cm가 되면 따서 먹는다.
이탈리아의 매운 고추로 레드 페퍼의 주원료로 이용된다. 강력한 매운 맛이 특징이며 청양고추 이상으로 매운 맛을 낸다. 파스타 또는 소스 등을 만들 때 2~3개 분량이면 아주 매운 맛을 낼 수 있다.

## 사진 갤러리

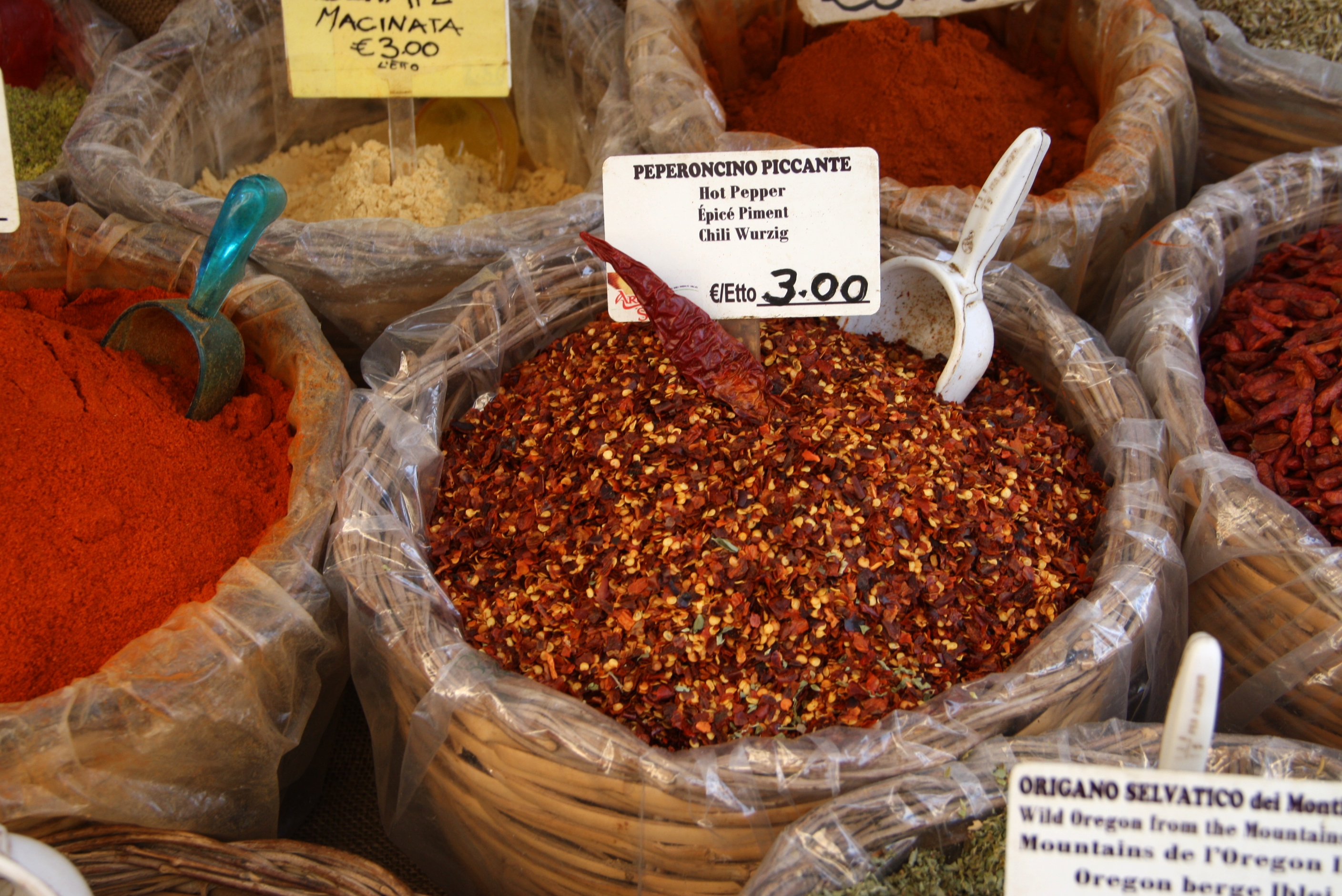
페페론치노 플레이크

## 같이 보기
- 칼라브리아고추